# Objeto transnetuniano extremo
Um objeto transnetuniano extremo, ou sednito é um objeto transnetuniano cuja periélio é maior do que trinta unidades astronômicas e o semieixo maior é superior a cento e cinquenta unidades astronômicas.

## Lista de objetos transnetunianos extremos
Em 11 de janeiro de 2017, era conhecidos dezoito objetos transnetunianos extremos, além de dois sednoides 90377 Sedna e 2012 VP113 (lista ordenada por periélio decrescente):
| Designação          | a (ua) | e      | i (°) | Ω (°)  | ω (°)  | q (ua) | Q (ua)  | P (a)    |
| ------------------- | ------ | ------ | ----- | ------ | ------ | ------ | ------- | -------- |
| 2010 GB174          | 371,1  | 0,8687 | 21,54 | 130,61 | 347,81 | 48,724 | 693,51  | 7,15×103 |
| 2014 SR349          | 291,7  | 0,8369 | 17,98 | 34,75  | 341,35 | 47,571 | 535,81  | 4,98×103 |
| (474640) 2004 VN112 | 321    | 0,8526 | 25,56 | 66,01  | 327,17 | 47,329 | 594,71  | 5,75×103 |
| (148209) 2000 CR105 | 228    | 0,8057 | 22,72 | 128,25 | 317,22 | 44,286 | 411,62  | 3,44×103 |
| 2013 FT28           | 311,1  | 0,8589 | 17,33 | 217,78 | 40,21  | 43,591 | 578,58  | 5,49×103 |
| 2013 GP136          | 152,5  | 0,7304 | 33,49 | 210,71 | 42,13  | 41,120 | 263,87  | 1,88×103 |
| 2005 RH52           | 151,1  | 0,7420 | 20,46 | 306,17 | 32,39  | 38,987 | 263,29  | 1,86×103 |
| 2003 HB57           | 164,6  | 0,7686 | 15,48 | 197,83 | 10,78  | 38,094 | 291,14  | 2,11×103 |
| 2014 FE72           | 1862   | 0,9805 | 20,60 | 336,78 | 134,43 | 36,362 | 3687,52 | 8,03×104 |
| 2013 RF98           | 309,1  | 0,8826 | 29,61 | 67,52  | 316,50 | 36,285 | 581,86  | 5,43×103 |
| 2007 TG422          | 492,7  | 0,9278 | 18,59 | 112,95 | 285,80 | 35,579 | 949,88  | 1,09×104 |
| 2002 GB32           | 215,8  | 0,8362 | 14,17 | 176,98 | 36,99  | 35,341 | 396,18  | 3,17×103 |
| 2007 VJ305          | 188,3  | 0,8132 | 12,00 | 24,38  | 338,36 | 35,187 | 341,49  | 2,58×103 |
| 2013 UH15           | 171,1  | 0,7958 | 26,14 | 176,61 | 283,09 | 34,936 | 307,24  | 2,24×103 |
| 2013 FS28           | 193,5  | 0,8211 | 13,01 | 204,67 | 101,59 | 34,626 | 352,46  | 2,69×103 |
| (445473) 2010 VZ98  | 151,1  | 0,7754 | 4,51  | 117,45 | 313,90 | 34,319 | 271,30  | 1,89×103 |
| (82158) 2001 FP185  | 227,4  | 0,8487 | 30,76 | 179,30 | 6,98   | 34,253 | 418,44  | 3,41×103 |
| 2015 SO20           | 161,6  | 0,7962 | 23,44 | 33,62  | 354,97 | 33,164 | 292,24  | 2,08×103 |

Em 11 de janeiro de 2017, um dos outros objetos transnetunianos foram descobertos é potencialmente um extremo, mas o seu arco de observação não confirma:
| Designação | a (ua) | e      | i (°) | Ω (°)  | ω (°)  | q (ua) | Q (ua) | P (a)    |
| ---------- | ------ | ------ | ----- | ------ | ------ | ------ | ------ | -------- |
| 2003 SS422 | 193,8  | 0,7966 | 16,81 | 151,11 | 209,88 | 39,423 | 348,24 | 2,08×103 |